# Бруніньо (футболіст, 2000)
Бруно Роберто Перейра да Сілва або просто Бруніньо (порт.-браз. Bruno Roberto Pereira da Silva / Bruninho; нар. 27 квітня 2000, Белу-Оризонті, Мінас-Жерайс, Бразилія) — бразильський футболіст, атакувальний півзахисник «Атлетіку Мінейру», який виступає в оренді за львівські «Карпати».

## Життєпис
Народився в місті Белу-Оризонті, штат Мінас-Жерайс. Футбольний шлях розпочав 2013 року (у віці 13 років) в «Атлетіку Мінейру». Дебютував за першу команду 25 січня 2018 року в програному (0:1) виїзному поєдинку Ліги Мінейро проти «Віла-Нови», в якому вийшов на поле в другому таймі замість Вальдівії.
У бразильській Серії A дебютував 2 червня 2018 року в нічийному (3:3) домашньому поєдинку проти «Шапекоенсе», в якому на останніх хвилинах замінив Еліаса. Першим голом на професійному рівні відзначився 15 вересня 2019 року в програному (1:3) домашньому поєдинку проти «Інтернасьйонала». У листопаді 2018 року англійська газета Daily Mail повідомила про інтерес до Бруніньо низки клубів Прем'єр-ліги, включаючи «Манчестер Сіті», «Челсі», «Манчестер Юнайтед», «Ліверпуль» та «Тоттенхем Готспур».
11 березня 2020 року був відданий в оренду до кінця року іншому клубу вищого дивізіону «Спорт Ресіфі»; 30 квітня «Атлетіко» продовжив з гравцем контракт до 2023 року. 1 березня 2021 року, після нетривалого періоду виступів, перейшов в оренду до «Конф'янси».
25 травня 2021 року, після 9-ти голів у 16 зіграних матчах за «Конфіансу», перейшов в оренду до «Жувентуде». 17 грудня його оренду продовжили ще на рік.
29 липня 2022 року, після того, як протягом року його рідко використовували в «Жу», «Атлетіко» повернув Бруніньо й одразу ж віддав в оренду на решту сезону в КРБ. 2 грудня продовжив угоду з Гало до 2024 року й відправився в оренду на наступний сезон до «Гуарані».
18 січня 2024 року представлений як гравець «Сеара», якого клуб орендував на сезон 2024 року.
5 липня 2024 року перейшов в оренду до клубу Прімейра-ліги «Боавішта» на сезон 2024/25 років. Проте за клуб з Порту так і не зіграв жодного офіційного матчу.
6 вересня 2024 року перейшов в оренду до «Карпат».

## Особисте життя
Батько Бруніньо, Бруно Елену, також професійний футболіст. Правий захисник, також вихованець «Атлетіко».

## Статистика виступів

### Клубна
Станом на 5 липня 2024 року
| Клуб                    | Сезон             | Ліга              | Ліга  | Ліга | Чемп. штату | Чемп. штату | Кубок | Кубок | Конт. кубок | Конт. кубок | Інші  | Інші | Загалом | Загалом |
| Клуб                    | Сезон             | Дивізіон          | Матчі | Голи | Матчі       | Голи        | Матчі | Голи  | Матчі       | Голи        | Матчі | Голи | Матчі   | Голи    |
| ----------------------- | ----------------- | ----------------- | ----- | ---- | ----------- | ----------- | ----- | ----- | ----------- | ----------- | ----- | ---- | ------- | ------- |
| «Атлетіку Мінейру»      | 2018              | Серія A           | 5     | 0    | 3           | 0           | 0     | 0     | 1           | 0           | —     | —    | 9       | 0       |
| «Атлетіку Мінейру»      | 2019              | Серія A           | 13    | 2    | 2           | 0           | 0     | 0     | 1           | 0           | —     | —    | 16      | 2       |
| «Атлетіку Мінейру»      | 2020              | Серія A           | 0     | 0    | 3           | 0           | 0     | 0     | 0           | 0           | —     | —    | 3       | 0       |
| «Атлетіку Мінейру»      | Загалом           | Загалом           | 18    | 2    | 8           | 0           | 0     | 0     | 2           | 0           | —     | —    | 28      | 2       |
| «Спорт Ресіфі» (оренда) | 2020              | Серія A           | 16    | 0    | 2           | 0           | —     | —     | —           | —           | 3     | 0    | 21      | 0       |
| «Конф'янса» (оренда)    | 2021              | Серія B           | 0     | 0    | 9           | 6           | 1     | 0     | —           | —           | 7     | 3    | 17      | 9       |
| «Жувентуде»             | 2021              | Серія A           | 16    | 0    | —           | —           | —     | —     | —           | —           | —     | —    | 16      | 0       |
| «Жувентуде»             | 2022              | Серія A           | 5     | 0    | 2           | 0           | 0     | 0     | —           | —           | —     | —    | 7       | 0       |
| «Жувентуде»             | Загалом           | Загалом           | 21    | 0    | 2           | 0           | 0     | 0     | —           | —           | —     | —    | 23      | 0       |
| КРБ (оренда)            | 2022              | Серія B           | 14    | 0    | —           | —           | —     | —     | —           | —           | —     | —    | 14      | 0       |
| «Гуарані» (оренда)      | 2023              | Серія B           | 33    | 7    | 12          | 3           | —     | —     | —           | —           | —     | —    | 45      | 10      |
| «Сеара» (оренда)        | 2024              | Серія B           | 1     | 0    | 6           | 0           | 2     | 0     | —           | —           | 4     | 0    | 13      | 0       |
| Усього за кар'єру       | Усього за кар'єру | Усього за кар'єру | 103   | 9    | 39          | 9           | 3     | 0     | 2           | 0           | 14    | 3    | 161     | 21      |

Коментарі
1. 1 2 3  Матчі в Лізі Мінейро
2. 1 2  Матчі в Південноамериканському кубку
3. ↑  Матчі в Лізі Пернамбукано
4. 1 2 3  Матчі в Кубку Нордесте
5. ↑  Матчі в Лізі Сержипано
6. ↑  Матчі в Лізі Гаушу
7. ↑  Матчі в Лізі Пауліста
8. ↑  Матчі в Лізі Сеаренсе

## Досягнення
«Атлетіку Мінейру»
- Ліга Мінейро
  -  Чемпіон (1): 2020

«Сеара»
- Ліга Сеаренсе
  -  Чемпіон (1): 2024